# Райніс (фільм)
«Райніс» (латис. «Rainis») — радянський чорно-білий біографічний художній фільм 1949 року, знятий режисером Юлієм Райзманом на Ризькій кіностудії.

## Сюжет
Про латиського письменника, поета Яніса Райніса (1865—1929), творчість якого справила помітний вплив на розвиток латиської літератури. За революційну діяльність Райніс неодноразово піддавався ув'язненню і засланню.

## У ролях
- Яніс Грантіньш — Ян Райніс
- Мілда Клетнієце — Аспазія
- Артур Філіпсон — Петеріс
- Артурс Дімітерс — Калниньш
- Мартиньш Вердиньш (старший) — Никаноров
- Едгар Зіле — адвокат
- Байба Індріксоне — Абеліте
- Яніс Осіс — барон фон Мейєндорф
- Ельза Радзіня — Дора Райніс
- Петеріс Цепурнієкс — Прієде
- Олга Леяскалне — епізод
- Роберт Мустапс — Александров
- Жаніс Катлапс — Балашов
- Харійс Авенс — епізод
- Хербертс Зоммерс — епізод
- Рудолфс Крейцумс — епізод
- Албертс Мікелсонс — Вімба
- Арнолдс Мілбретс — секретар

## Знімальна група
- Режисер — Юлій Райзман
- Сценаристи — Володимир Крепс, Фріціс Рокпелніс
- Оператори — Іоланда Чен, Олександр Шеленков
- Композитор — Адольф Скулте
- Художники — Василь Зачиняєв, Герберт Лікумс